# Koto Nan Duo IV Koto Hilie
Koto Nan Duo IV Koto Hilie is een bestuurslaag in het regentschap Zuid-Pesisir van de provincie West-Sumatra, Indonesië. Koto Nan Duo IV Koto Hilie telt 4641 inwoners (volkstelling 2010).